# Liste des membres de l'Assemblée parlementaire européenne 1959-1960
L'assemblée parlementaire européenne est composée de parlementaires délégués par les six pays membres : l'Allemagne (36), la Belgique (14), la France (36), l'Italie (36), le Luxembourg (6) et les Pays-Bas (14). 
Les parlementaires se regroupent en fonction de leurs tendances politiques :
- Le Groupe démocrate-chrétien compte 67 membres.
- Le Groupe socialiste compte 33 membres.
- Le Groupe des libéraux et apparentés compte 41 membres.

## Composition (en fin de période)
| Nom                                    | Groupe parlementaire              | Pays       | Mandat                        |
| -------------------------------------- | --------------------------------- | ---------- | ----------------------------- |
| Gustave Alric                          | Groupe des libéraux et apparentés | France     |                               |
| Giovanni Maria Angioy                  | Groupe des libéraux et apparentés | Italie     |                               |
| André Armengaud                        | Groupe des libéraux et apparentés | France     |                               |
| Ouali Azem                             | Groupe des libéraux et apparentés | France     |                               |
| Edoardo Battaglia                      | Groupe des libéraux et apparentés | Italie     | Vice-président de l'Assemblée |
| Emilio Battista                        | Groupe démocrate-chrétien         | Italie     |                               |
| Giulio Battistini                      | Groupe démocrate-chrétien         | Italie     |                               |
| Jean Bech                              | Groupe démocrate-chrétien         | Luxembourg |                               |
| Camille Bégué                          | Groupe des libéraux et apparentés | France     |                               |
| Karl Bergmann                          | Groupe socialiste                 | Allemagne  |                               |
| Karl Berkhan                           | Groupe socialiste                 | Allemagne  |                               |
| Jean Bernasconi                        | Groupe des libéraux et apparentés | France     |                               |
| Alfred Bertrand                        | Groupe démocrate-chrétien         | Belgique   |                               |
| Willi Birkelbach                       | Groupe socialiste                 | Allemagne  | Président de groupe           |
| Kurt Birrenbach                        | Groupe démocrate-chrétien         | Allemagne  |                               |
| Pieter Blaisse                         | Groupe démocrate-chrétien         | Pays-Bas   |                               |
| René Blondelle                         | Groupe des libéraux et apparentés | France     |                               |
| Georges Bohy                           | Groupe socialiste                 | Belgique   |                               |
| Uberto Bonino                          | Groupe des libéraux et apparentés | Italie     |                               |
| Roland Boscary-Monsservin              | Groupe des libéraux et apparentés | France     |                               |
| Giacinto Bosco                         | Groupe démocrate-chrétien         | Italie     |                               |
| Jean-Éric Bousch                       | Groupe des libéraux et apparentés | France     |                               |
| Giorgio Braccesi                       | Groupe démocrate-chrétien         | Italie     |                               |
| Louis Briot                            | Groupe des libéraux et apparentés | France     |                               |
| Julien Brunhes                         | Groupe des libéraux et apparentés | France     |                               |
| Friedrich Burgbacher                   | Groupe démocrate-chrétien         | Allemagne  |                               |
| Philippe van Campen                    | Groupe démocrate-chrétien         | Pays-Bas   |                               |
| Enrico Carboni                         | Groupe démocrate-chrétien         | Italie     |                               |
| Roger Carcassonne                      | Groupe socialiste                 | France     |                               |
| Antonio Carcaterra                     | Groupe démocrate-chrétien         | Italie     |                               |
| René Charpentier                       | Groupe démocrate-chrétien         | France     |                               |
| Édouard Corniglion-Molinier            | Groupe des libéraux et apparentés | France     |                               |
| Pierre Coulon                          | Groupe des libéraux et apparentés | France     |                               |
| Henri Darras                           | Groupe socialiste                 | France     |                               |
| August De Block                        | Groupe socialiste                 | Belgique   |                               |
| Francesco De Bosio                     | Groupe démocrate-chrétien         | Italie     |                               |
| Fernand Dehousse                       | Groupe socialiste                 | Belgique   |                               |
| Heinrich Deist                         | Groupe socialiste                 | Allemagne  |                               |
| Roger De Kinder                        | Groupe socialiste                 | Belgique   |                               |
| Umberto della Fave                     | Groupe démocrate-chrétien         | Italie     |                               |
| Marguerite Deriemaecker-Legot          | Groupe démocrate-chrétien         | Belgique   |                               |
| Arved Deringer                         | Groupe démocrate-chrétien         | Allemagne  |                               |
| Pierre De Smet                         | Groupe démocrate-chrétien         | Belgique   |                               |
| Francesco De Vita                      | Groupe socialiste                 | Italie     |                               |
| Frederik Van Dijk                      | Groupe des libéraux et apparentés | Pays-Bas   |                               |
| Jean Drouot-L'Hermine                  | Groupe des libéraux et apparentés | France     |                               |
| André Dulin                            | Groupe des libéraux et apparentés | France     |                               |
| Jean Duvieusart                        | Groupe démocrate-chrétien         | Belgique   |                               |
| Ernst Engelbrecht-Greve                | Groupe démocrate-chrétien         | Allemagne  |                               |
| Yves Estève                            | Groupe des libéraux et apparentés | France     |                               |
| Maurice Faure                          | Groupe des libéraux et apparentés | France     |                               |
| Francesco Ferrari                      | Groupe démocrate-chrétien         | Italie     |                               |
| Lando Ferretti                         | Groupe des libéraux et apparentés | Italie     |                               |
| Jean Filliol                           | Groupe des libéraux et apparentés | France     |                               |
| Marcel Fischbach                       | Groupe démocrate-chrétien         | Luxembourg |                               |
| Jean Fohrmann                          | Groupe socialiste                 | Luxembourg | Vice-président de l'Assemblée |
| Ferdinand Friedensburg                 | Groupe démocrate-chrétien         | Allemagne  |                               |
| Hans Furler                            | Groupe démocrate-chrétien         | Allemagne  | Président de l'Assemblée      |
| Arthur Gailly                          | Groupe socialiste                 | Belgique   |                               |
| Hugo Geiger (de)                       | Groupe démocrate-chrétien         | Allemagne  |                               |
| Écuyer Marinus van der Goes van Naters | Groupe socialiste                 | Pays-Bas   |                               |
| Luciano Granzotto Basso                | Groupe socialiste                 | Italie     |                               |
| Dante Graziosi                         | Groupe démocrate-chrétien         | Italie     |                               |
| Karl Hahn                              | Groupe démocrate-chrétien         | Allemagne  |                               |
| Cornelis Hazenbosch                    | Groupe démocrate-chrétien         | Pays-Bas   | Vice-président de l'Assemblée |
| Joseph Herr                            | Groupe démocrate-chrétien         | Luxembourg |                               |
| Josef Illerhaus                        | Groupe démocrate-chrétien         | Allemagne  |                               |
| Marinus Janssen                        | Groupe démocrate-chrétien         | Pays-Bas   |                               |
| Charles Janssens                       | Groupe des libéraux et apparentés | Belgique   | Vice-président de l'Assemblée |
| Guy Jarrosson                          | Groupe des libéraux et apparentés | France     |                               |
| Helmut Kalbitzer                       | Groupe socialiste                 | Allemagne  | Vice-président de l'Assemblée |
| Paulus Kapteyn                         | Groupe socialiste                 | Pays-Bas   |                               |
| Hermann Kopf                           | Groupe démocrate-chrétien         | Allemagne  |                               |
| Gerhard Kreyssig                       | Groupe socialiste                 | Allemagne  |                               |
| Antoine Krier                          | Groupe socialiste                 | Luxembourg |                               |
| Victor Leemans                         | Groupe démocrate-chrétien         | Belgique   |                               |
| Jean Legendre                          | Groupe des libéraux et apparentés | France     |                               |
| Philippe le Hodey                      | Groupe démocrate-chrétien         | Belgique   |                               |
| Aloys Lenz                             | Groupe démocrate-chrétien         | Allemagne  |                               |
| Wilhelm Lichtenauer                    | Groupe démocrate-chrétien         | Pays-Bas   |                               |
| Heinrich Lindenberg                    | Groupe démocrate-chrétien         | Allemagne  |                               |
| Walter Löhr                            | Groupe démocrate-chrétien         | Allemagne  |                               |
| Tarcisio Longoni                       | Groupe démocrate-chrétien         | Italie     |                               |
| Hans-August Lücker                     | Groupe démocrate-chrétien         | Allemagne  |                               |
| Christian Lunet de la Malène           | Groupe des libéraux et apparentés | France     |                               |
| Robert Margulies                       | Groupe des libéraux et apparentés | Allemagne  |                               |
| Mario Martinelli                       | Groupe démocrate-chrétien         | Italie     |                               |
| Gaetano Martino                        | Groupe des libéraux et apparentés | Italie     |                               |
| Ludwig Metzger                         | Groupe socialiste                 | Allemagne  |                               |
| Pietro Micara                          | Groupe démocrate-chrétien         | Italie     |                               |
| Gerolamo Moro                          | Groupe démocrate-chrétien         | Italie     |                               |
| Bertrand Motte                         | Groupe des libéraux et apparentés | France     |                               |
| Roger Motz                             | Groupe des libéraux et apparentés | Belgique   |                               |
| Ernst Müller-Hermann                   | Groupe démocrate-chrétien         | Allemagne  |                               |
| Gerard Nederhorst                      | Groupe socialiste                 | Pays-Bas   |                               |
| Willy Odenthal                         | Groupe socialiste                 | Allemagne  |                               |
| Mario Pedini                           | Groupe démocrate-chrétien         | Italie     |                               |
| Dino Penazzato                         | Groupe démocrate-chrétien         | Italie     |                               |
| Alain Peyrefitte                       | Groupe des libéraux et apparentés | France     |                               |
| Gerhard Philipp                        | Groupe démocrate-chrétien         | Allemagne  |                               |
| Attilio Piccioni                       | Groupe démocrate-chrétien         | Italie     |                               |
| René Pleven                            | Groupe des libéraux et apparentés | France     | Président de Groupe           |
| Cornelis van der Ploeg                 | Groupe démocrate-chrétien         | Pays-Bas   |                               |
| Alain Poher                            | Groupe démocrate-chrétien         | France     | Président de groupe           |
| Sijbrandus Posthumus                   | Groupe socialiste                 | Pays-Bas   |                               |
| Maria Probst                           | Groupe démocrate-chrétien         | Allemagne  |                               |
| Julien Ramizason                       | Groupe socialiste                 | France     |                               |
| Carlo Restagno                         | Groupe démocrate-chrétien         | Italie     |                               |
| Étienne Restat                         | Groupe des libéraux et apparentés | France     |                               |
| Hans Richarts                          | Groupe démocrate-chrétien         | Allemagne  |                               |
| Leopoldo Rubinacci                     | Groupe démocrate-chrétien         | Italie     | Vice-président de l'assemblée |
| Armando Sabatini                       | Groupe démocrate-chrétien         | Italie     |                               |
| Xavier Salado                          | Groupe des libéraux et apparentés | France     |                               |
| Natale Santero                         | Groupe démocrate-chrétien         | Italie     |                               |
| Mario Scelba                           | Groupe démocrate-chrétien         | Italie     |                               |
| Walter Scheel                          | Groupe des libéraux et apparentés | Allemagne  |                               |
| Heinrich Schild                        | Groupe démocrate-chrétien         | Allemagne  |                               |
| Helmut Schmidt                         | Groupe socialiste                 | Allemagne  |                               |
| Reinhold Schmidt                       | Groupe socialiste                 | Allemagne  |                               |
| Wilhelmus Schuijt                      | Groupe démocrate-chrétien         | Pays-Bas   |                               |
| Robert Schuman                         | Groupe démocrate-chrétien         | France     |                               |
| Alberto Simonini                       | Groupe socialiste                 | Italie     |                               |
| Isidoor Smets                          | Groupe socialiste                 | Belgique   |                               |
| Heinz Starke                           | Groupe des libéraux et apparentés | Allemagne  |                               |
| Anton Storch                           | Groupe démocrate-chrétien         | Allemagne  |                               |
| Bruno Storti                           | Groupe démocrate-chrétien         | Italie     |                               |
| Heinrich Sträter                       | Groupe socialiste                 | Allemagne  |                               |
| Käte Strobel                           | Groupe socialiste                 | Allemagne  |                               |
| Amor Tartufoli                         | Groupe démocrate-chrétien         | Italie     |                               |
| Léon Teisseire                         | Groupe des libéraux et apparentés | France     |                               |
| Gaston Thorn                           | Groupe des libéraux et apparentés | Luxembourg |                               |
| Michele Troisi                         | Groupe démocrate-chrétien         | Italie     |                               |
| Daniele Turani                         | Groupe démocrate-chrétien         | Italie     |                               |
| Francis Vals                           | Groupe socialiste                 | France     |                               |
| Émile Vanrullen                        | Groupe socialiste                 | France     | Vice-président de l'Assemblée |
| Jacques Vendroux                       | Groupe des libéraux et apparentés | France     | Vice-président de l'Assemblée |
| Jacques Vial                           | Groupe des libéraux et apparentés | France     |                               |
| Hendrikus Vredeling                    | Groupe socialiste                 | Pays-Bas   |                               |
| Otto Weinkamm                          | Groupe démocrate-chrétien         | Allemagne  |                               |
| Jan de Wilde                           | Groupe des libéraux et apparentés | Pays-Bas   |                               |
| Mario Zotta                            | Groupe démocrate-chrétien         | Italie     |                               |